# Budapest Music Center
A Budapest Music Center Ferencváros négyezer négyzetméteres, ötemeletes kulturális tere.

## Története
A 2013. március 23-án megnyílt intézményben zenei könyvtár és információs központ, 350 fő befogadására képes, kamarazenei produkciók számára készült koncertterem, zenészek képzését szolgáló tantermek is találhatók. A tervek szerint az állandó komolyzenei és dzsesszkoncertek mellett akár többhetes nemzetközi kurzusokat, szakmai eseményeket, versenyeket, ifjúsági programokat is szerveznek majd a tantermekben és rendezvénytermekben. Helyet ad az épület a világhírű kortárs operaszerző, Eötvös Péter Nemzetközi Intézetének is. Kétszáz személyes, kétszintes dzsesszklub és kávéház is várja a látogatókat.
Az épületben szállásnak használható helyiségek és egy professzori lakás is található. A Budapest Music Centerben működik továbbá két nagy stúdió és több, feljátszó helyiségnek is használható öltöző – így egy időben akár hat különböző helyen is lehet hangfelvételeket készíteni benne.
A központ vezetője-tulajdonosa, Gőz László főként saját vagyonából, mintegy 2,5 milliárd forintból finanszírozott magánberuházásához a kormányzat 500 millió forinttal járult hozzá.

## Az adatbázis gyűjtőköre
A Budapest Music Center 1996 óta gyűjti, és teszi interneten hozzáférhetővé a magyar zenei élet szereplőinek adatait. A magyar klasszikus és kortárs zenei adatbázisokban magyar nyelv és angol nyelven lehet keresni személyre, együttesre, zenei albumra, kiadóra és zeneműre. A ma élő magyar zeneművészekről, illetve professzionális zenekarokról és kórusokról életrajz/történet, diszkográfia, kontakt és fotó áll rendelkezésre, továbbá zeneszerzők esetén a teljes műjegyzék is elérhető. Az albumokról a kiadóra és a közreműködőkre vonatkozó információk, míg egy-egy zeneműről 17 különböző adat, valamint egyperces, online hangminta található az adatbázisokban.